# Selbstkenntnis
Selbstkenntnis oder Mirror self-recognition (MSR) ist die Fähigkeit eines Lebewesens, sich selbst im Spiegel zu erkennen. Diese Fähigkeit gilt als Indiz dafür, dass das Lebewesen sich seiner selbst bewusst ist, das eigene Wesen also von dem anderer Artgenossen abgrenzen kann. Selbstkenntnis gilt als eine Grundlage des Selbstbewusstseins.
In der klassischen Versuchsanordnung wird am Körper des Testsubjekts eine auffällige Markierung angebracht. Lebewesen mit Selbstkenntnis erkennen sich selbst im Spiegel und versuchen daraufhin, die Markierung an ihrem eigenen Körper (und nicht etwa am Spiegelbild) zu untersuchen oder zu entfernen. Lebewesen ohne Selbstkenntnis können diese Transferleistung nicht erbringen; sie finden das Spiegelbild entweder uninteressant oder verhalten sich ihm gegenüber wie einem Artgenossen. 
Menschen entwickeln diese Fähigkeit etwa im ersten bis zweiten Lebensjahr, Säuglinge haben noch keine Selbstkenntnis.
Selbstkenntnis galt bisher als eine Eigenschaft, die neben dem Menschen nur die Menschenaffen Schimpansen und Orang-Utans besitzen. Mittlerweile weiß man, dass auch Delfine und Elstern diese Fähigkeit besitzen können.